# Szamosújlak
Szamosújlak is een plaats (község) en gemeente in het Hongaarse comitaat Szabolcs-Szatmár-Bereg. Szamosújlak telt 428 inwoners (2001).